# Harriet Kemsley
Harriet Kemsley (née le 21 juin 1987) est une humoriste et comédienne britannique.

## Biographie

### Jeunesse et formation
Kemsley a grandi à Canterbury (ou en français Cantorbéry), une petite cité du Kent, dans l'extrémité sud-est de l'Angleterre, sur la rivière Stour, à 86,4 km de Londres, le siège de l'archevêque primat d'Angleterre. Elle a étudié la littérature anglaise à l'Université de Kingston.

### Carrière
Kemsley commence le stand-up en 2011 au Laughing Horse et remporte le concours Funny's Funny. En 2012, elle remporte le nouvel acte de l'année du Bath Comedy Festival et le nouvel acte de l'année du Brighton Comedy Festival et est désignée par Rhod Gilbert comme l'un des "dix humoristes incontournables de 2012". Elle anime un podcast, Pourquoi Harriet pleure-t-elle?, Avec son collègue comédien Sunil Patel. Kemsley est apparu dans Sam Delaney's News Thing, Roast Battle, 8 Out of 10 Cats Does Countdown et 8 Out of 10 Cats. Elle et son fiancé de l'époque, Bobby Mair, apparaissent dans une émission de téléréalité de Viceland en 2017, intitulée Bobby & Harriet Get Married, mettant en vedette leur mariage, présidé par le comédien Romesh Ranganathan. En tant qu'actrice, elle apparait dans le film Bonobo (2014) avec Tessa Peake-Jones, Josie Lawrence et James Norton; et à la télévision sur Damned et Doctor Foster. Elle fournit également la voix de Nashandra, le dernier boss du jeu vidéo Dark Souls II.

## Vie privée
Kemsley est mariée à son collègue humoriste Bobby Mair. Elle souffre de dyspraxie et est végétalienne,.